# Equiti (estado)
Equiti (em iorubá: Èkìtì) é um estado do sudoeste da Nigéria, criado pelo general Sani Abacha em 1 de Outubro de 1996 em simultâneo com cinco outros novos estados. A população de Equiti era, em 2012, em 2.898.015 habitantes. Sua capital é a cidade de Adô Equiti.

## Galeria

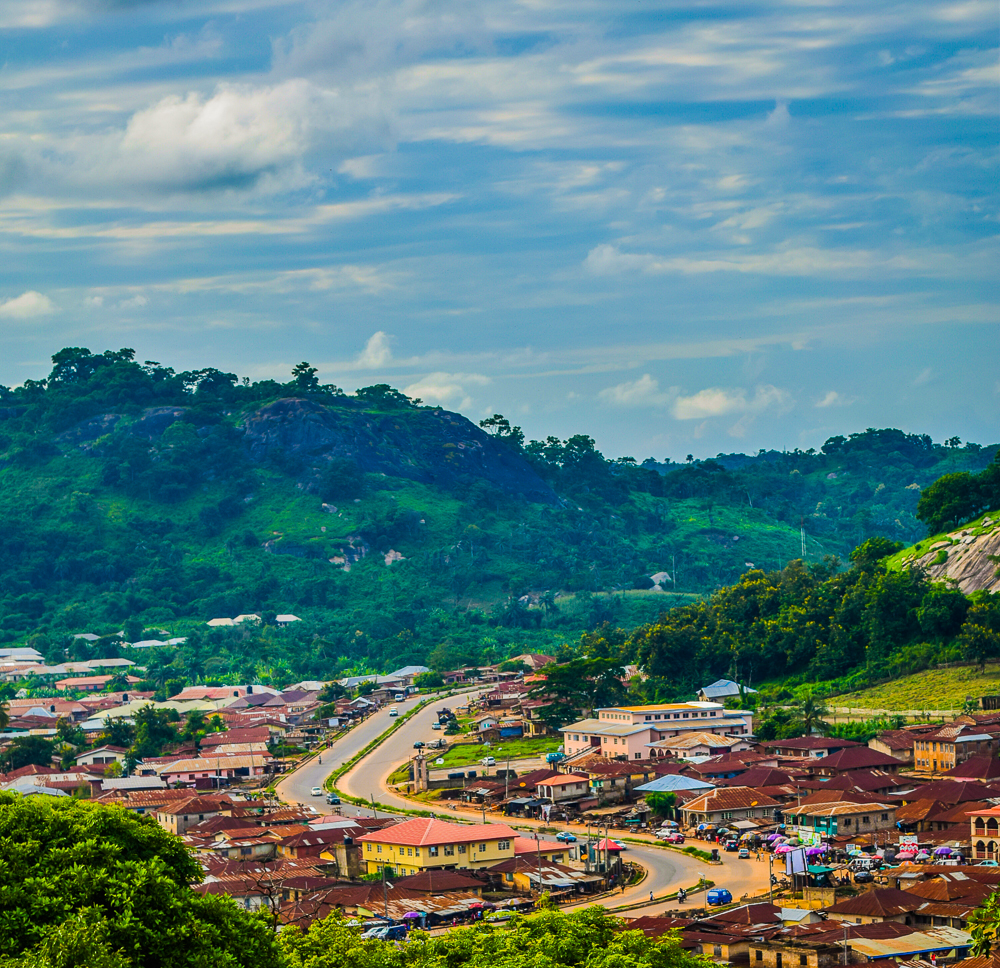
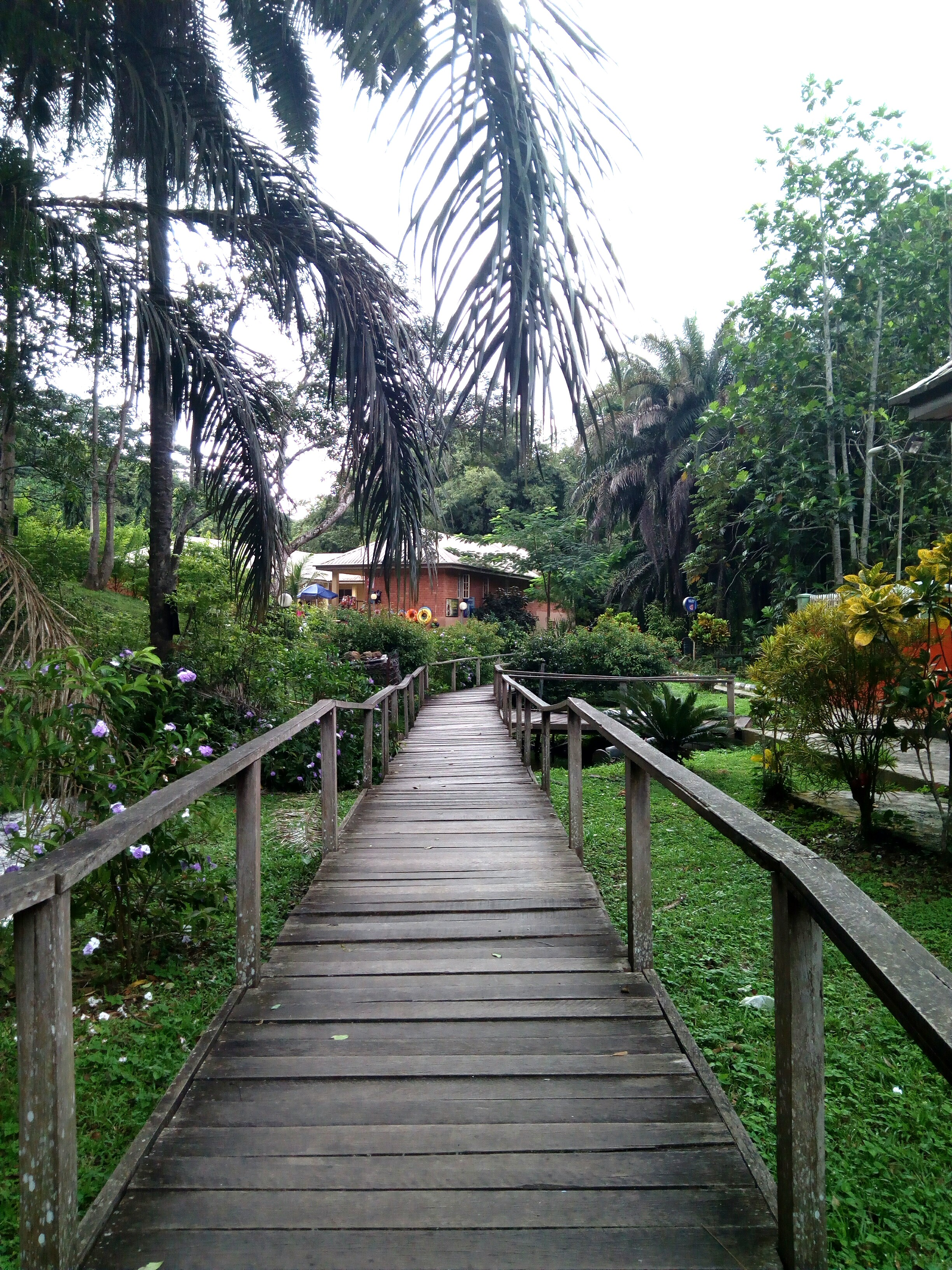
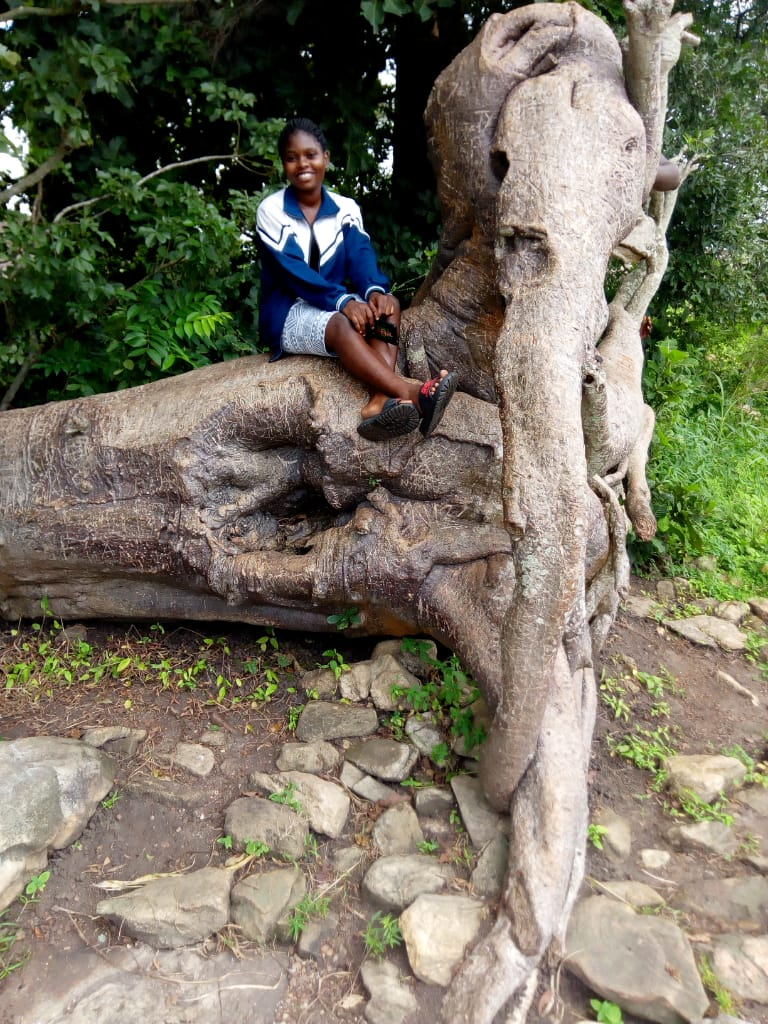
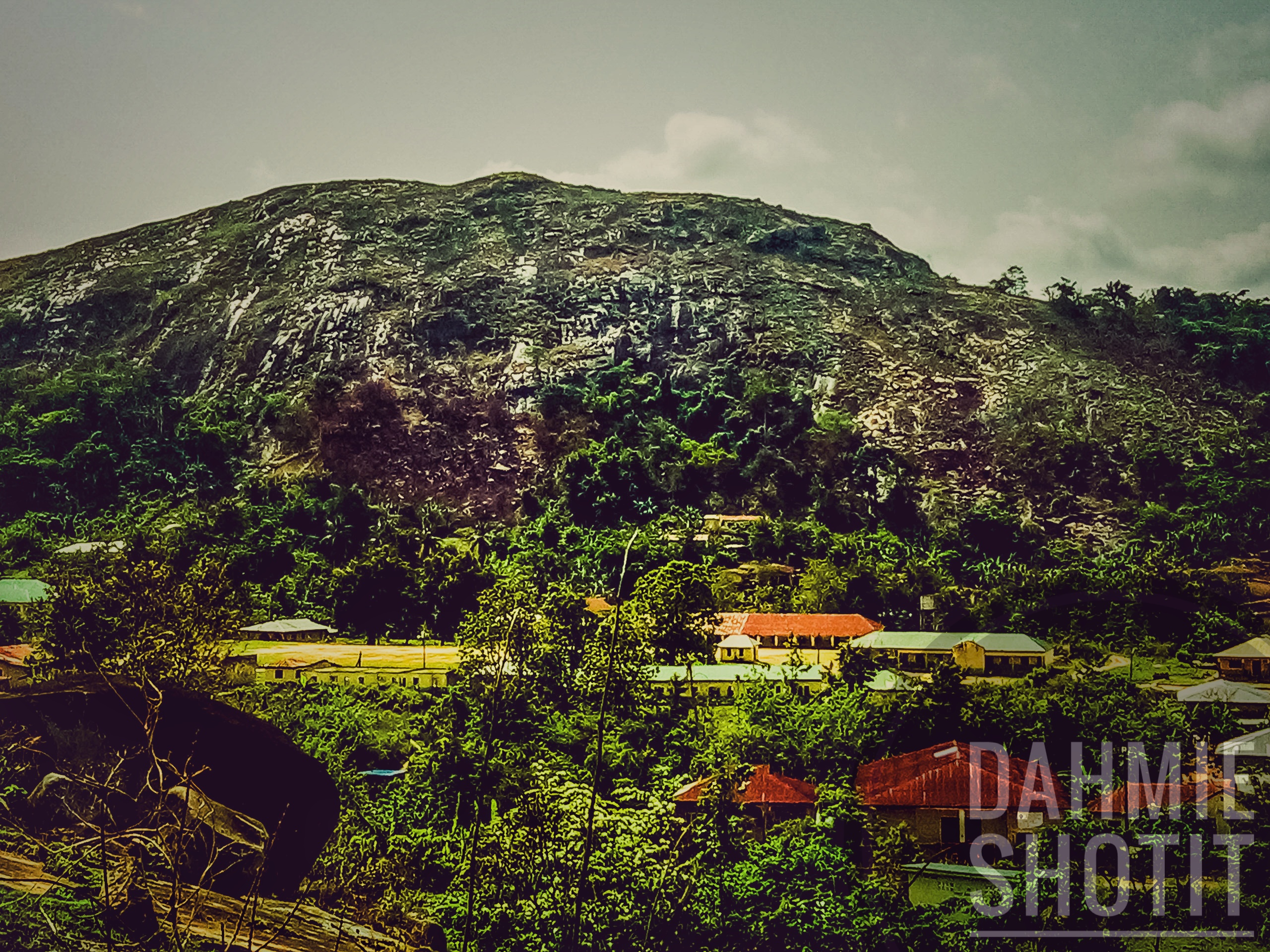
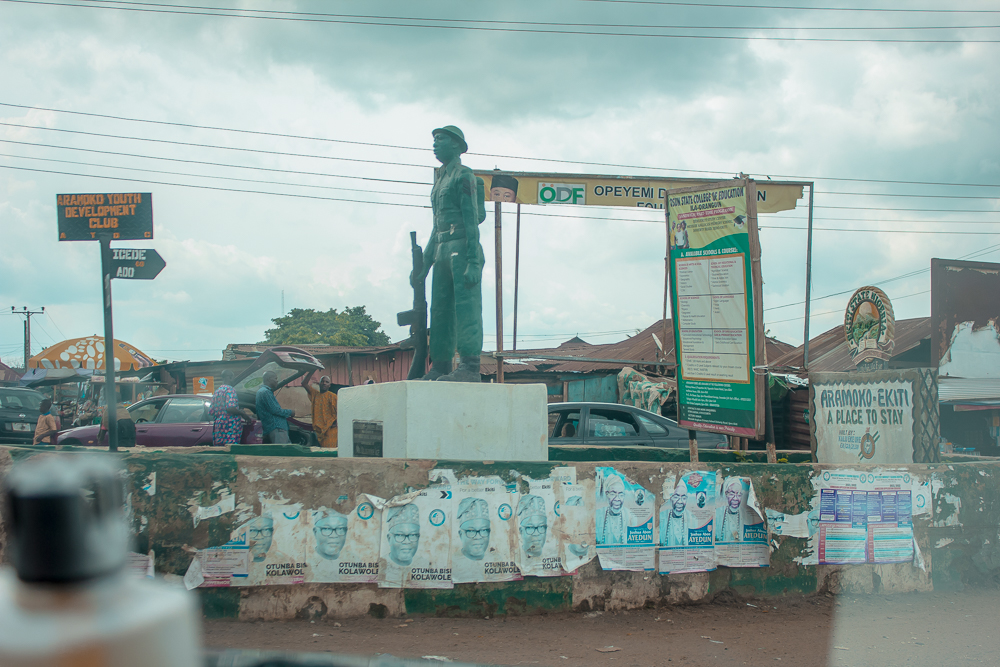
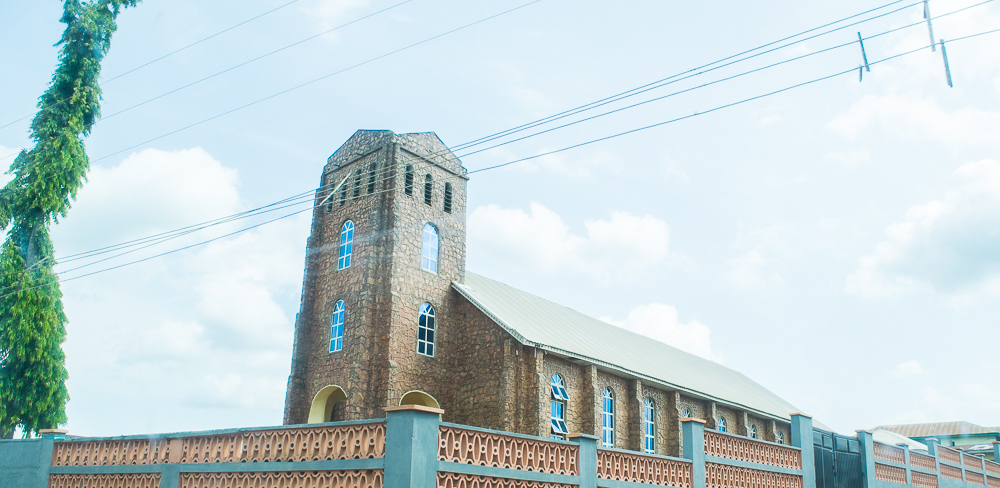
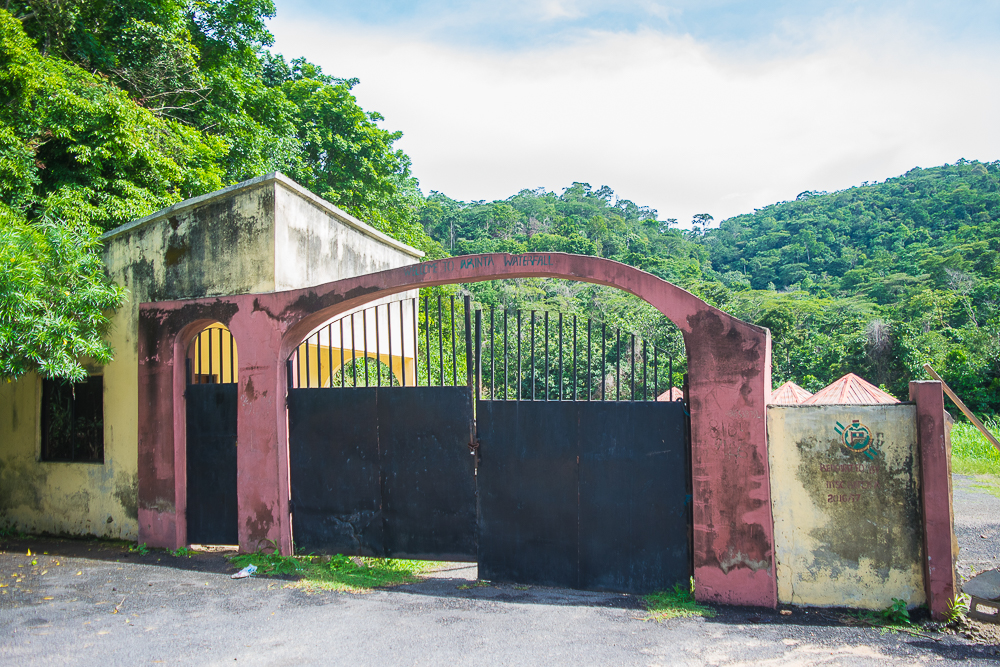
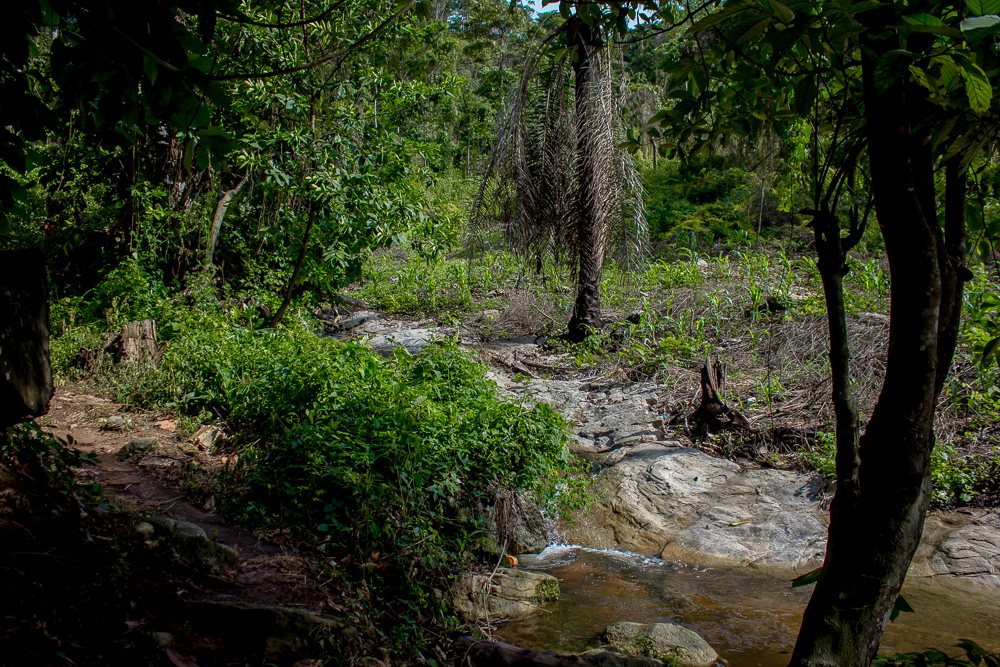
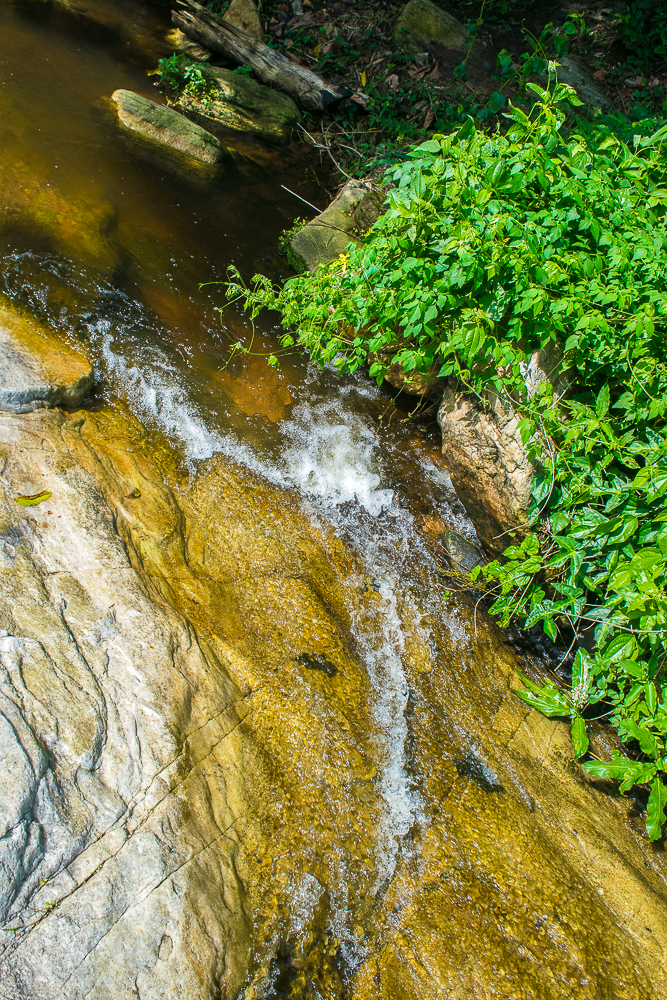
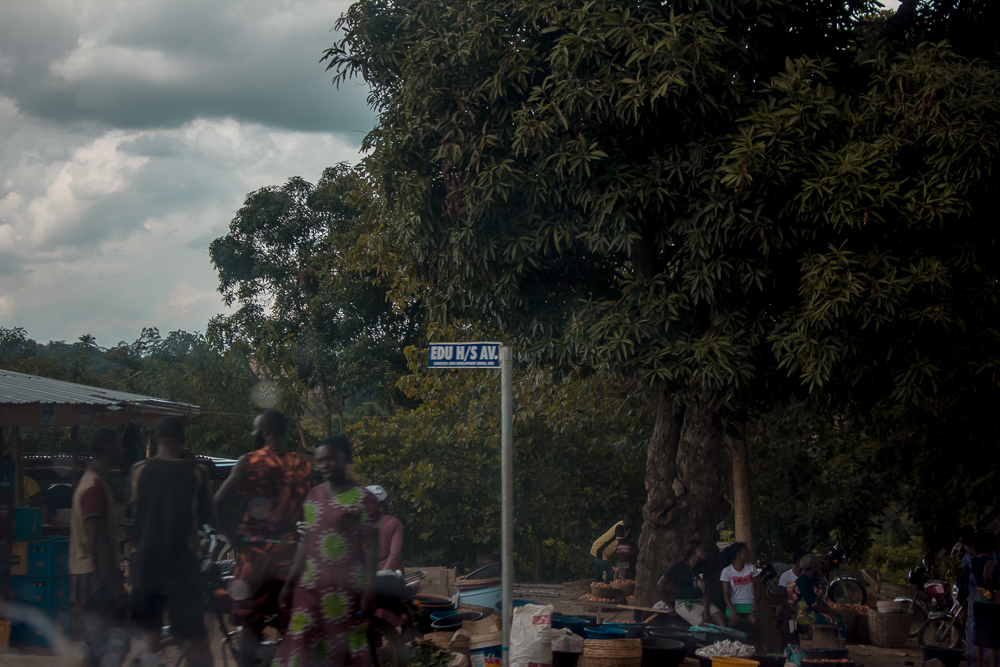
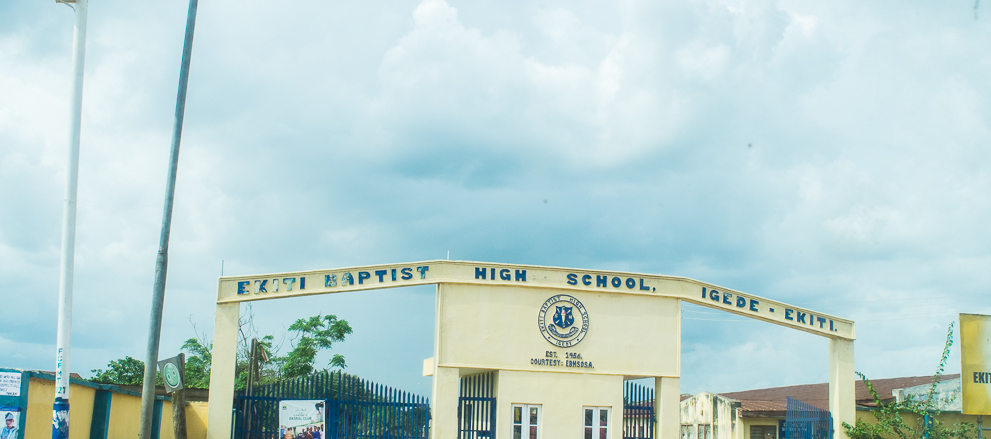